# 慧文社
慧文社（けいぶんしゃ）は、日本の出版社。歴史学、人文学、社会学ほか、文学、医学に関する出版も多い。大学図書館、公共図書館、研究者等を対象とした専門学術図書をメインに発行。

## 概要
- 商号　株式会社慧文社
- 創業　1955年（昭和30年）
- 所在地　〒174-0063　東京都板橋区前野町4丁目49番3号
- 代表者　代表取締役　中野淳

## シリーズ
- 副島種臣全集 （島善高編）
- 近代チベット史叢書
- 河口慧海著作選集
- 東洋易学・運命学大系
- 日本近代図書館学叢書
- 日本禁酒・断酒・排酒運動叢書

など